# Benedict Zilliacus
Emil Benedict Zilliacus (Helsinki, 11 de enero de 1921-28 de enero de 2013) fue un periodista, escritor y guionista finlandés en lengua sueco. Zilliacus escribió guiones para muchas películas como Etulinjan edessä (Beyond the Front Line), que coescribió con Stefan Forss.
En la década de los 50 y 60, escribió una revista para el teatro sueco Lilla Teatern en Helsinki cada dos años, o a veces más a menudo. El espectáculo se hizo muy popular.